# Пикънс (окръг, Южна Каролина)
Окръг Пикънс (на английски: Pickens County) е окръг в щата Южна Каролина, Съединени американски щати. Площта му е 1326 km², а населението – 131 404 души (1 април 2020). Административен център е град Пикънс.